# 斗六庁

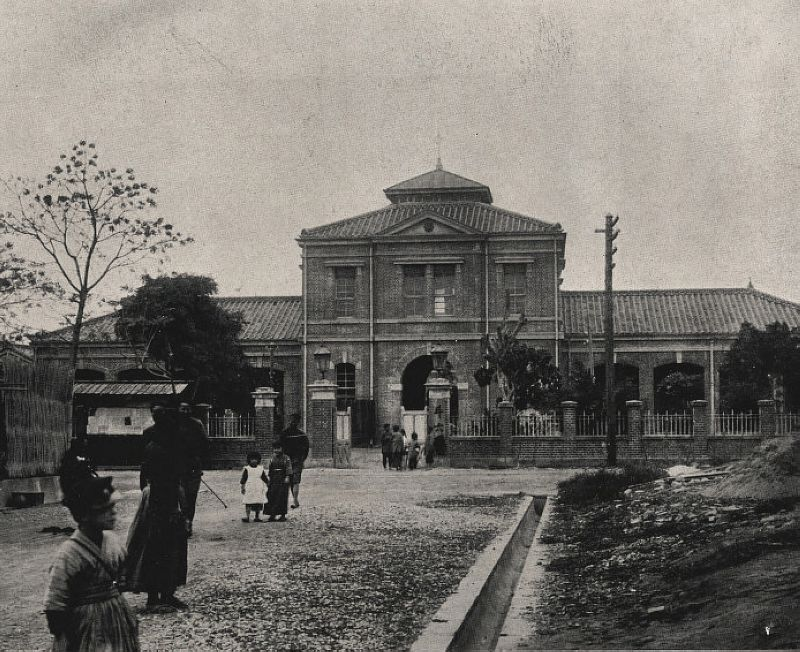
斗六庁舎

斗六庁（とろくちょう）は、日本統治時代の台湾の地方行政区分のひとつ。

## 地理
廃止時点で崁頭厝、西螺、北港、土庫、崙背、下湖口、林圯埔の7つの支庁および直轄区域を管轄した。

## 歴史

### 沿革
- 1901年（明治34年）11月 - 台中県（中国語版）から分立し成立する。
- 1902年（明治35年）4月 - 林圯埔支庁労水坑派出所が労水坑支庁として分立[1]。同年11月、西螺堡公溝庄、水尾庄、新厝庄、牛埔庄の4庄の所属を彰化庁に変更[2]。
- 1905年（明治38年）3月 - 労水坑、他里霧各支庁が廃止となり林圯埔、崁頭厝、土庫各支庁に編入する。水井庄の所属が北港支庁から下口湖支庁に変更となり、林圯埔支庁高厝林仔頭庄刈菜園の所属が桶頭庄に変更となる[3]。
- 1907年（明治40年） - 巒大社の所属が南投庁に変更となる[4]。
- 1909年（明治42年）10月 - 斗六庁は廃止となり林圯埔支庁沙連堡、鯉魚頭堡は南投庁に、それ以外は嘉義庁にそれぞれ編入する。

## 行政

### 歴代庁長
- 荒賀直順：1901年11月 - 1908年2月
- 山口利文：1908年2月 - 1909年9月